# ژان سدریک ماسپیمبی
ژان سدریک ماسپیمبی (انگلیسی: Jean-Cédric Maspimby؛ زادهٔ ۳ اکتبر ۱۹۷۷) بازیکن فوتبال اهل فرانسه است.